# اوسمار فيريرا
اوسمار فيريرا (بالإسبانية: Osmar Ferreyra) (9 يناير 1983 في الأرجنتين - ) هو لاعب كرة قدم أرجنتيني في مركز الوسط. شارك مع منتخب الأرجنتين تحت 20 سنة لكرة القدم ومنتخب الأرجنتين تحت 23 سنة لكرة القدم ومنتخب الأرجنتين لكرة القدم. أما مع النوادي، فقد لعب مع أتليتيكو رافائيلا وإنديبندينتي وريفر بليت ونادي آيندهوفن ونادي بانيتوليكوس ونادي دنيبرو دنيبروبتروفسك ونادي سان لورينزو ونادي سيسكا موسكو.

## وصلات خارجية
- اوسمار فيريرا على موقع اتحاد أوكرانيا (الإنجليزية)
- اوسمار فيريرا على موقع قاعدة بيانات كرة القدم.إي يو (الإنجليزية)
- اوسمار فيريرا على موقع Soccerway.com (الإنجليزية)